# Andrzej Pelisiak
Andrzej Mirosław Pelisiak (ur. 30 maja 1955 w Łodzi) – polski archeolog, specjalizujący się w neolicie i wczesnej epoce brązu; nauczyciel akademicki związany z Uniwersytetem Rzeszowskim.

## Życiorys
Urodził się w 1955 roku w Łodzi, gdzie ukończył kolejno szkołę podstawową i średnią. Po pomyślnie zdanym egzaminie maturalnym w 1974 roku podjął studia archeologiczne w Katedrze Archeologii Uniwersytetu Łódzkiego, które ukończył w 1980 roku magisterium. Rok później został zatrudniony w miejscowym Muzeum Archeologicznym i Etnograficznym, pracował kolejno jako asystent (do 1983), starszy asystent (1983-1986), adiunkt (1986-1989), kustosz (1989-1992) i starszy kustosz (1992-1997). W 1989 roku uzyskał stopień naukowy doktora nauk humanistycznych w zakresie archeologii w Instytucie Historii Kultury Materialnej Polskiej Akademii Nauk w Warszawie.
W 2001 roku podjął pracę w Instytucie Archeologii Uniwersytetu Rzeszowskiego na stanowisku adiunkta. W 2005 roku Rada Wydziału Historycznego Uniwersytetu Adama Mickiewicza w Poznaniu nadała mu stopień naukowy doktora habilitowanego nauk humanistycznych w zakresie archeologii na podstawie rozprawy nt. Osadnictwo. Gospodarka. Społeczeństwo. Studia nad kulturą pucharów lejkowatych na Niżu Polskim. W tym samym roku otrzymał awans na stanowisko profesora nadzwyczajnego, a 2019 roku na stanowisko profesora zwyczajnego w Uniwersytecie Rzeszowskim. W latach 2005–2008 piastował urząd prodziekana Wydziału Socjologiczno-Historycznego Uniwersytetu Rzeszowskiego, a od 2008 do 2012 roku dyrektora tamtejszego Instytutu Archeologii. W roku 2019 z rąk Prezydenta PR otrzymał tytuł naukowy profesora nauk humanistycznych w dyscyplinie archeologia. Jest członkiem Rady Partnerów i Rady Naukowej Polskiego Instytutu Archeologicznego w Atenach.

## Dorobek naukowy
Zainteresowania naukowe Andrzeja Pelisiaka koncentrują się wokół problematyki związanej ze społecznościami wczesnorolniczymi, neolicie Starego Świata, archeologii środowiska, archeologii krajobrazu, zagadnieniach tożsamości kulturowej, badaniach populacji pradziejowych oraz kontaktach i interakcjach w społecznościach wczesnorolniczych oraz między nimi i społecznościami łowiecko-zbierackimi. Jest autorem i współautorem ponad 200 prac naukowych.. Brał udział w konferencjach naukowych w kilkunastu krajach. Od 2021 roku bierze udział w badaniach nad neolitem Grecji. Był promotorem prac doktorskich, autorem recenzji w postępowaniach o nadanie stopnia naukowego doktora i doktora habilitowanego oraz opinii w postępowaniach o nadanie tytułu profesora. 